# Be Careful
«Be Careful» (с англ. — «Будь осторожен») — песня американской хип-хоп исполнительницы Карди Би. 29 марта 2018 года выпущена в качестве третьего сингла в поддержку её дебютного студийного альбома Invasion of Privacy (2018). Песня была написана Карди Би, Джорданом Торпом, а также продюсерами Boi-1da, Фрэнком Дюксом и Vinylz. Является интерпретацией песни «Ex-Factor», написанной и исполненной Лорин Хилл, которая в свою очередь содержит семпл из трека «Can It Be All So Simple» группы Wu-Tang Clan (в котором также есть сэмпл из песни «The Way We Were»). По это причине Лорин Хилл, восемь участников Wu-Tang Clan, Марвин Хэмлиш, Алан Бергман и Мэрилин Бергман значатся в качестве авторов трека.
«Be Careful» отчасти автобиографична, в песне Карди описывает свои отношения с мужчиной, а также состояние, в котором она пребывала во время записи дебютной пластинки.
Песня смогла добраться до #11 строчки американского Billboard Hot 100, а также войти в топ-40 Канады, Ирландии, Новой Зеландии и Соединённого Королевства. «Be Careful» удостоилась номинации в категории «Лучшее рэп-исполнение» на 61-й церемонии «Грэмми».

## Награды и номинации
| Год  | Церемония                        | Категория                        | Результат | Ссылки |
| ---- | -------------------------------- | -------------------------------- | --------- | ------ |
| 2019 | Grammy Awards                    | Best Rap Performance             | Номинация | [ 3 ]  |
| 2019 | ASCAP Rhythm & Soul Music Awards | Winning Songs                    | Победа    | [ 4 ]  |
| 2019 | BMI R&B/Hip-Hop Awards           | Most Performed R&B/Hip-Hop Songs | Победа    | [ 5 ]  |

## Чарты

### Еженедельные чарты
| Чарт (2018)                                | Высшая позиция |
| ------------------------------------------ | -------------- |
| Австралия (ARIA)                           | 65             |
| Бельгия/Фландрия (Ultratip Bubbling Under) | 19             |
| Канада (Billboard Canadian Hot 100)        | 24             |
| Франция (SNEP)                             | 154            |
| Ирландия (IRMA)                            | 25             |
| Новая Зеландия (Recorded Music NZ)         | 39             |
| Португалия (AFP)                           | 75             |
| Шотландия (OCC Scotland)                   | 79             |
| Швеция (Sverigetopplistan)                 | 6              |
| Великобритания (OCC UK Hip Hop/R&B)        | 13             |
| Великобритания (OCC UK Singles)            | 24             |
| США (Billboard Hot 100)                    | 11             |
| США (Billboard Hot R&B/Hip-Hop Songs)      | 8              |
| США (Billboard Rhythmic)                   | 1              |

### Годовые чарты
| Чарт (2018)                           | Позиция |
| ------------------------------------- | ------- |
| США (Billboard Hot 100)               | 59      |
| США (Billboard Hot R&B/Hip-Hop Songs) | 32      |
| США (Billboard Rhythmic)              | 21      |

## Сертификации
| Регион                                                                      | Сертификация  | Продажи   |
| --------------------------------------------------------------------------- | ------------- | --------- |
| Канада (Music Canada)                                                       | Золотой       | 40 000    |
| Великобритания (BPI)                                                        | Золотой       | 400 000   |
| США (RIAA)                                                                  | 4× Платиновый | 4 000 000 |
| Данные о продажах + прослушиваниях приведены только на основе сертификации. |               |           |

## История релизов
| Регион | Дата           | Формат             | Лейбл        | Прим.  |
| ------ | -------------- | ------------------ | ------------ | ------ |
| Мир    | 29 марта 2018  | Цифровая загрузка  | Atlantic     | [ 26 ] |
| США    | 24 апреля 2018 | Urban contemporary | KSR Atlantic | [ 27 ] |